# 162-й истребительный авиационный полк
162-й истребительный авиационный Гродненский Краснознамённый ордена Суворова полк (162-й иап) — воинская часть Военно-воздушных сил (ВВС) Вооружённых Сил РККА, принимавшая участие в боевых действиях Великой Отечественной войны.

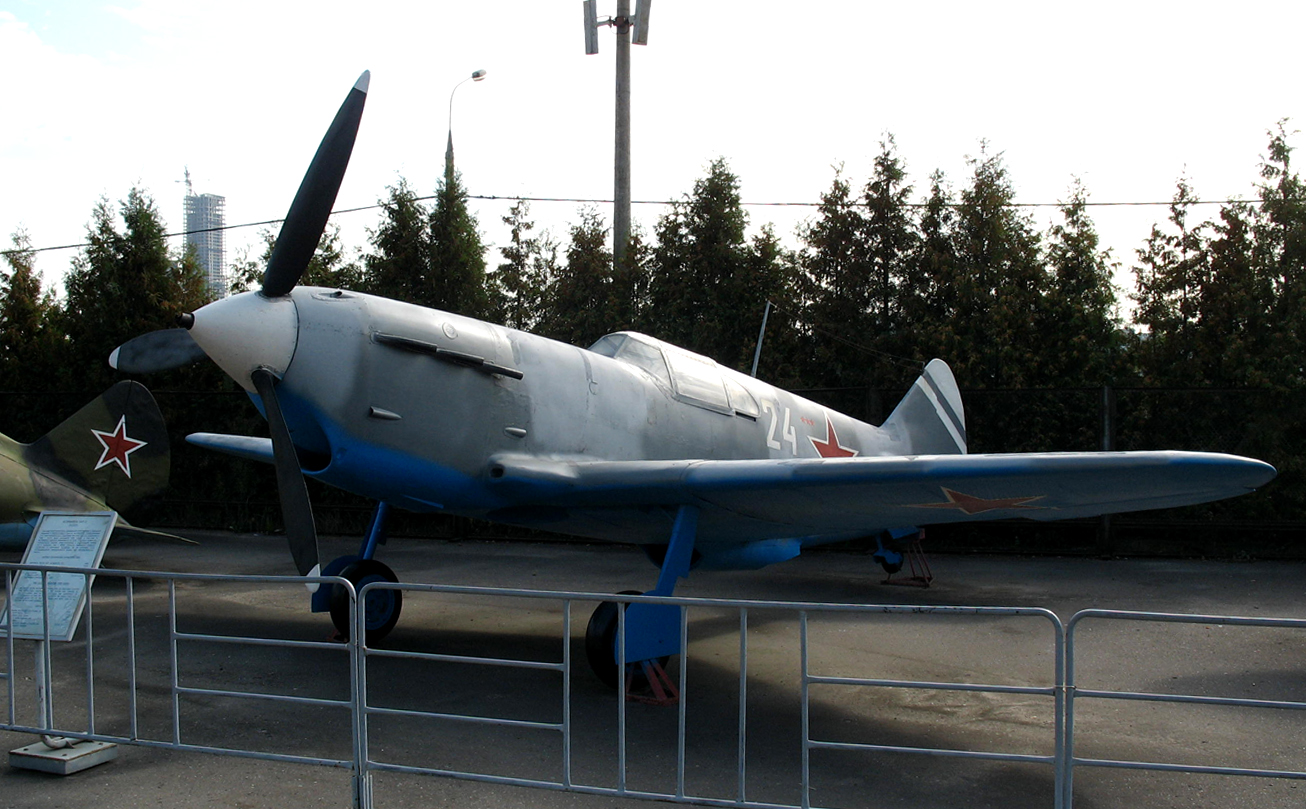
Истребитель ЛаГГ-3

## История наименований полка
За весь период своего существования полк своё наименование не менял:
- 162-й истребительный авиационный полк;
- 162-й смешанный авиационный полк;
- 162-й истребительный авиационный полк;
- 162-й истребительный авиационный Гродненский полк;
- 162-й истребительный авиационный Гродненский Краснознамённый полк;
- 162-й истребительный авиационный Гродненский Краснознамённый ордена Суворова полк;
- 162-й истребительный авиационный Гродненский Краснознамённый ордена Суворова полк ПВО;
- Войсковая часть (Полевая почта) 30125.

## Создание полка
162-й истребительный авиационный полк начал формироваться 1 января 1941 года в Западном Особом военном округе на аэродроме города Могилева из молодого личного состава выпускников летно-технических училищ на самолётах И-16 и И-153. По окончании формирования вошёл в состав 43-й истребительной авиадивизии ВВС ЗОВО.
| И-15 бис | И-153 | И-16 |

## Переименование полка 1958 год
162-й истребительный авиационный Гродненский Краснознамённый ордена Суворова полк в ноябре 1958 года из расформированной 309-й иад передан в состав 297-й иад ПВО Московского округа ПВО и получил наименование 162-й истребительный авиационный Гродненский Краснознамённый ордена Суворова полк ПВО.

## Переименование полка 1959 год
162-й истребительный авиационный Гродненский Краснознамённый ордена Суворова III степени полк ПВО 5 октября 1959 года был расформирован в 297-й иад ПВО Московского округа ПВО.

## В действующей армии
В составе действующей армии:
- с 22 июня 1941 года по 29 июня 1941 года;
- с 20 августа 1941 года по 16 октября 1941 года;
- с 9 марта 1942 года по 9 мая 1945 года.

## Командиры полка
- майор Резник Михаил Митрофанович[2], 01.1941 — 10.1941
- капитан, майор Кукин Борис Алексеевич[2], 11.1941 — 15.02.1943
- майор Лопуховский Александр Иванович[2], 18.02.1943 — 27.07.1943
- майор, подполковник Коломин Пётр Иванович[2], 27.07.1943 — 04.1946

## В составе соединений и объединений
| Период         | Фронт (округ)                 | армия                                   | корпус                                     | дивизия                                       | примечание                                                            |
| -------------- | ----------------------------- | --------------------------------------- | ------------------------------------------ | --------------------------------------------- | --------------------------------------------------------------------- |
| 01.01.1941 г.  | Западный Особый военный округ | ВВС округа                              |                                            | 43-я истребительная авиационная дивизия       | Могилев, И-16 и И-153                                                 |
| 22.06.1941 г.  | Западный фронт                | ВВС фронта                              |                                            | 43-я истребительная авиационная дивизия       | Могилев, Барановичи, И-16                                             |
| 29.06.1941 г.  | Западный фронт                | ВВС фронта                              |                                            | 43-я истребительная авиационная дивизия       | выведен с фронта в Курск                                              |
| 29.06.1941 г.  | Орловский военный округ       | ВВС округа                              |                                            | 60-я смешанная авиационная дивизия            | Курск                                                                 |
| 03.07.1941 г.  | Орловский военный округ       | ВВС округа                              |                                            | 60-я смешанная авиационная дивизия            | Курск, начал переучивание на МиГ-3                                    |
| 18.08.1941 г.  | Орловский военный округ       | ВВС округа                              |                                            | 60-я смешанная авиационная дивизия            | Курск, окончил переучивание на МиГ-3                                  |
| 20.08.1941 г.  | Брянский фронт                | ВВС фронта                              |                                            | 60-я смешанная авиационная дивизия            | МиГ-3                                                                 |
| 26.11.1941 г.  | Сибирский военный округ       | ВВС округа                              |                                            | 19-й запасной истребительный авиационный полк | ст. Обь, ЛаГГ-3                                                       |
| 25.01.1942 г.  | Московский военный округ      | ВВС округа                              |                                            | 2-й запасной истребительный авиационный полк  | станция Сейма Горьковской области, ЛаГГ-3                             |
| 28.02.1942 г.  | Московский военный округ      | ВВС округа                              |                                            | 2-й запасной истребительный авиационный полк  | завершил переучивание на ЛаГГ-3                                       |
| 09.03.1942 г.  | Западный фронт                | ВВС фронта                              |                                            |                                               | ЛаГГ-3                                                                |
| 15.04.1942 г.  | Западный фронт                | ВВС фронта                              |                                            | 5-я ударная авиационная группа                | ЛаГГ-3                                                                |
| 15.05.1942 г.  | Западный фронт                | ВВС фронта                              |                                            | 5-я ударная авиационная группа                | переформирован в смешанный полк, 1-я аэ на ЛаГГ-3, 2-я аэ на У-2      |
| 15.05.1942 г.  | Западный фронт                | 5-я армия                               | ВВС 5-й армии                              |                                               | 1-я аэ на ЛаГГ-3, 2-я аэ на У-2                                       |
| 18.02.1942 г.  | Западный фронт                | 5-я армия                               | ВВС 5-й армии                              |                                               | переформирован в иап по штату 015/284. Перевооружился на Як-1 и Як-7б |
| 22.02.1943 г.  | Западный фронт                | 1-я воздушная армия                     |                                            | 309-я истребительная авиационная дивизия      | Як-1, Як-7б                                                           |
| 30.05.1943 г.  | Западный фронт                | 1-я воздушная армия                     |                                            | 309-я истребительная авиационная дивизия      | аэродром Красный Гай. 6 самолётов Як-1 (один неисправен)              |
| 1943 — 1944 г. | Западный фронт                | 1-я воздушная армия                     |                                            | 309-я истребительная авиационная дивизия      | пополнен Як-9                                                         |
| 25.04.1944 г.  | 2-й Белорусский фронт         | 1-я воздушная армия                     |                                            | 309-я истребительная авиационная дивизия      | Як-9                                                                  |
| 28.04.1944 г.  | 2-й Белорусский фронт         | 4-я воздушная армия                     |                                            | 309-я истребительная авиационная дивизия      | Як-9                                                                  |
| 09.05.1945 г.  | 2-й Белорусский фронт         | 4-я воздушная армия                     |                                            | 309-я истребительная авиационная дивизия      | Як-9                                                                  |
| 10.06.1945 г.  | Северная группа войск         | 4-я воздушная армия                     |                                            | 309-я истребительная авиационная дивизия      | Як-9                                                                  |
| 10.10.1945 г.  | Северная группа войск         | 4-я воздушная армия                     |                                            | 309-я истребительная авиационная дивизия      | Як-3                                                                  |
| 01.12.1945 г.  | Бакинский военный округ       | 7-я воздушная армия                     |                                            | 309-я истребительная авиационная дивизия      | Як-3                                                                  |
| 01.04.1946 г.  | Закавказский военный округ    | 11-я воздушная армия                    |                                            | 309-я истребительная авиационная дивизия      | Як-3                                                                  |
| 01.05.1946 г.  | Закавказский военный округ    | 11-я воздушная армия                    |                                            | 309-я истребительная авиационная дивизия      | убыл на аэр. Кубинка для освоения Кингкобра                           |
| 01.12.1947 г.  | Закавказский военный округ    | 7-я воздушная армия                     | 5-й истребительный авиационный корпус      | 309-я истребительная авиационная дивизия      | Кингкобра                                                             |
| 20.02.1949 г.  | Закавказский военный округ    | 7-я воздушная армия                     | 62-й истребительный авиационный корпус     | 309-я истребительная авиационная дивизия      | Кингкобра                                                             |
| 01.04.1949 г.  | Закавказский военный округ    | 7-я воздушная армия                     | 62-й истребительный авиационный корпус     | 309-я истребительная авиационная дивизия      | МиГ-9                                                                 |
| 01.10.1950 г.  | Китай                         | ПВО Китая                               |                                            | 309-я истребительная авиационная дивизия      | МиГ-9                                                                 |
| 22.05.1952 г.  | ПВО страны                    | 64-я воздушная истребительная армия ПВО | 37-й истребительный авиационный корпус ПВО | 309-я истребительная авиационная дивизия ПВО  | МиГ-15                                                                |
| 05.11.1958 г.  | Московский округ ПВО          | 52-я воздушная истребительная армия ПВО | 88-й истребительный авиационный корпус ПВО | 297-я истребительная авиационная дивизия ПВО  | МиГ-17, МиГ-19                                                        |
| 05.10.1959 г.  | Московский округ ПВО          | 52-я воздушная истребительная армия ПВО | 88-й истребительный авиационный корпус ПВО | 297-я истребительная авиационная дивизия ПВО  | МиГ-19, расформирован                                                 |

## Участие в операциях и битвах
- Приграничные сражения — с 22 июня 1941 года по 29 июня 1941 года
- Орловско-Брянская операция — с 30 сентября 1941 года по 16 октября 1941 года.
- Ржевско-Вяземская наступательная операция[3] — со 2 марта 1943 года по 31 марта 1943 года
- Курская битва:
  - Болховско-Орловская наступательная операция[3] — с 12 июля 1943 года по 18 августа 1943 года
- Смоленская стратегическая наступательная операция (Операция «Суворов»)[3] — с 7 августа 1943 года по 2 октября 1943 года
  - Спас-Деменская наступательная операция[3] — с 07 августа 1943 года по 20 августа 1943 года
  - Ельнинско-Дорогобужская наступательная операция[3] — с 28 августа 1943 года по 6 сентября 1943 года
  - Смоленско-Рославльская наступательная операция[3] — с 15 сентября 1943 года по 02 октября 1943 года
- Брянская наступательная операция[3] — 1 сентября 1943 года по 3 декабря 1943 года
- Оршанская наступательная операция — 12 октября 1943 года по 2 декабря 1943 года
  - Витебская операция — с 23 декабря 1943 года по 6 января 1944 года
  - Богушевская операция -с 8 января 1944 года по 24 января 1944 года
  - Витебская операция — с 3 февраля 1944 года по 16 февраля 1944 года
  - Частная операция на Оршанском направлении — с 22 февраля 1944 года по 25 февраля 1944 года
  - Витебская операция — с 29 февраля 1944 года по 5 марта 1944 года
  - Оршанская операция — с 5 марта 1944 года по 9 марта 1944 года
  - Богушевская операция — с 21 марта 1944 года по 29 марта 1944 года
- Белорусская наступательная операция[3] — с 23 июня 1944 года по 29 августа 1944 года
  - Могилёвская наступательная операция — с 24 июня 1944 года по 29 июня 1944 года
  - Минская операция — с 29 июня 1944 года по 4 июля 1944 года
  - Белостокская наступательная операция — с 5 июля 1944 года по 27 июля 1944 года
  - Осовецкая наступательная операция — с 6 августа 1944 года по 14 августа 1944 года
- Ломжа-Ружанская наступательная операция — с 30 августа 1944 года по 2 ноября 1944 года
- Восточно-Прусская стратегическая наступательная операция[3] — с 13 января 1945 года по 25 апреля 1945 года
  - Млавско-Эльбингская наступательная операция[3] — с 14 января 1945 года по 26 января 1945 года
  - Кёнигсбергская операция — с 6 апреля 1945 года по 9 апреля 1945 года
- Восточно-Померанская стратегическая наступательная операция[3] — с 10 февраля 1945 года по 4 апреля 1945 года
  - Хойнице-Кезлинская наступательная операция — с 10 февраля 1945 года по 6 марта 1945 года
  - Данцигская наступательная операция — с 7 марта 1945 года по 31 марта 1945 года
- Берлинская стратегическая наступательная операция[3] — с 16 апреля 1945 года по 8 мая 1945 года
  - Штеттинско-Ростокинская наступательная операция — с 16 апреля 1945 года по 8 мая 1945 года

| Як-7УТ | Як-9УМ | Як-7 |

## Почётные наименования
162-му истребительному авиационному полку 25 июля 1944 года за отличие в боях за овладение городом и крепостью Гродно присвоено почётное наименование «Гродненский».

## Награды
- 162-й Гродненский истребительный авиационный полк за образцовое выполнение боевых заданий командования на фронте борьбы с немецкими захватчиками и проявленные при этом доблесть Указом Президиума Верховного Совета СССР от 2 августа 1944 года награждён орденом «Боевого Красного Знамени».
- 162-й Гродненский Краснознамённый истребительный авиационный полк за образцовое выполнение боевых заданий командования в боях с немецкими захватчиками при овладении городами Пренцлау, Ангермюнде и проявленные при этом доблесть и мужество Указом Президиума Верховного Совета СССР от 4 июня 1945 года награждён орденом «Суворова III степени».

## Благодарности Верховного Главнокомандующего
За проявленные образцы мужества и героизма Верховным Главнокомандующим лётчикам полка в составе 309-й иад объявлены благодарности:

| - за овладение городом Смоленск - за освобождение городов Смоленск и Рославль - за прорыв обороны немцев западнее города Мстиславль - за овладение городами Могилев, Шклов и Быхов - за овладение городом Гродно - за овладение городом Белосток - за овладение городом и крепостью Ломжа - за взятие Пшасныша и Модлина - за взятие Млавы, Дзялдова (Зольдау) и Плоньска - за овладение городами Остероде и Дейч-Эйлау - за овладение городом Эльбинг - за овладение городами Руммельсбург и Поллнов - за овладение городом Кёзлин - за овладение городом и крепостью Грудзёндз | - за овладение городами Гнев и Старогард - за овладение городами Бытув и Косьцежина - за владение городами Тчев (Диршау), Вейхерово (Нойштадт) и Пуцк (Путциг) - за овладение городом и крепостью Гданьск - за овладение городом Штеттин - за овладение городами Пренцлау и Ангермюнде - за овладение городами Анклам, Фридланд, Нойбранденбург, Лихен - за овладение городами Штральзунд, Гриммен, Деммин, Мальхин, Варен, Везенберг - за овладение городами Росток и Варнемюнде - за овладение городами Барт, Бад-Доберан, Нойбуков, Барин, Виттенберге - за овладение портом и военно-морской базой Свинемюнде - за овладение островом Рюген боях |

| МиГ-19 | МиГ-15 | МиГ-17 |

## Отличившиеся воины
- Афонин Василий Максимович, подполковник в отставке, командир эскадрильи, штурман 162-го истребительного авиационного полка 309-й истребительной авиационной дивизии 4-й воздушной армии, удостоен звания Герой России Указом Президента России от 2 мая 1996 года. Медаль № 267. Посмертно.
- Гнездилов Иван Фёдорович, лётчик полка в январе 1942 — мае 1942 года, удостоен звания Герой Советского Союза 19 августа 1944 года будучи заместителем командира эскадрильи 153-го гвардейского истребительного авиационного полка 12-й гвардейской истребительной авиационной дивизии 1-го гвардейского штурмового авиационного корпуса 5-й воздушной армии. Золотая Звезда № 4279.
- Горохов, Юрий Иванович, капитан, командир эскадрильи 162-го истребительного авиационного полка 309-й истребительной авиационной дивизии 1-й воздушной армии 4 февраля 1944 года удостоен звания Герой Советского Союза. Посмертно.
- Киселёв Сергей Иванович, капитан, командир эскадрильи 162-го истребительного авиационного полка 309-й истребительной авиационной дивизии 1-й воздушной армии 4 февраля 1944 года удостоен звания Герой Советского Союза. Золотая Звезда № 3194
- Коломин Пётр Иванович, подполковник, командир 162-го истребительного авиационного полка 309-й истребительной авиационной дивизии 4-й воздушной армии 18 августа 1945 года удостоен звания Герой Советского Союза. Золотая Звезда № 8206.
- Щеголёв Владимир Георгиевич, капитан, командир эскадрильи 162-го истребительного авиационного полка 309-й истребительной авиационной дивизии 4-й воздушной армии 18 августа 1945 года удостоен звания Герой Советского Союза. Посмертно.

## Лётчики-асы полка
| Фамилия, имя отчество                  | Награды | Сбито самолётов (+ в группе) | Примечание |
| -------------------------------------- | ------- | ---------------------------- | --- |
| Аносов Александр Потапович             |         | 7 + 1                        | Боевых вылетов: 227; воздушных боев: 22 |
| Афонин Василий Максимович              |         | 14 + 3                       | Боевых вылетов: 487. Герой Российской Федерации (02.05.1996, посмертно) |
| Бутузов Иван Васильевич                |         | 5 + 4                        | Лётчик полка: февраль — июль 1944 |
| Гаффаров Габдулла Гаффанович           |         | 7 + 0                        | Боевых вылетов: 51; воздушных боев: 16. Погиб 19 августа 1943 г. Сбит в воздушном бою. |
| Гнездилов Иван Фёдорович               |         | 19 + 5                       | Лётчик полка: январь 1942 — май 1942. Боевых вылетов: 376; воздушных боев: 86 |
| Гонченков Иван Иванович                |         | 6 + 4                        | Лётчик полка: апрель 1944 — май 1945. Боевых вылетов: 470 |
| Горохов Юрий Иванович                  |         | 17 + 8                       | Лётчик полка: февраль 1943 — январь 1944. Боевых вылетов: 350; воздушных боев: 70. Пропал без вести 1 января 1944 г. Не вернулся с боевого задания. |
| Гурулев Николай Денисович              |         | 8 + 6                        | Лётчик полка: июнь — октябрь 1941 |
| Дунаев Николай Пантелеевич             |         | 21 + 7                       | Лётчик полка: март — июнь 1942. Боевых вылетов: 592; воздушных боев: 65 |
| Козлов Николай Александрович           |         | 16 + 3                       | Лётчик полка: июнь — сентябрь 1941. Боевых вылетов: 620; воздушных боев: 130 |
| Коломин Пётр Иванович                  |         | 16 + 8                       | Лётчик полка: апрель 1943 — май 1945 Боевых вылетов: более 330; воздушных боев: 75 |
| Колышевский Евгений Акимович           |         | 6 + 3                        | Лётчик полка: февраль 1943 — январь 1944. Пропал без вести 10 января 1944 г. Не вернулся с боевого задания. |
| Митраков Михаил Филиппович             |         | 8 + 2                        | Лётчик полка: март 1943 — март 1944. Погиб 7 марта 1944 г. Убит при выполнении боевого задания. |
| Мишко Степан Васильевич                |         | 7 + 0                        | Лётчик полка: февраль — август 1943. Боевых вылетов: более 40; воздушных боев: более 10. Пропал без вести 19 августа 1943 г. Не вернулся с боевого задания. |
| Муров Николай Фёдорович                |         | 6 + 0                        | Лётчик полка: август 1944 — май 1945. Боевых вылетов: 248 |
| Пепеляев Евгений Георгиевич            |         | 19 + 0                       | Лётчик полка: ноябрь — декабрь 1943 г. За ВОВ сбитых самолётов противника нет. Боевых вылетов: 10; воздушных боев: 1. За советско-японскую войну: сбитых самолётов противника нет. Боевых вылетов: 20. За войну в Корее: боевых вылетов: 109; воздушных боев: 38 |
| Поздняков Яков Миронович               |         | 7 + 1 (10 + 1)               | Лётчик полка: июнь — октябрь 1941. Боевых вылетов: около 350 |
| Серенко Александр Васильевич           |         | 5 + 1 (+ 1 аэростат)         | Лётчик полка: июнь 1944 — май 1945. Гражданская война в Испании (1936—1939): Боевую работу вёл на И-16 с июня 1937 г. по январь 1938 г. Сбитых самолётов: 1 + 3                                                                                                  |
| Сероглазов Ростислав Сергеевич         |         | 10 + 4                       | Лётчик полка: август 1941 — февраль 1944. Погиб 16 февраля 1944 г. Разбился в авиационной катастрофе. |
| Сибирин Семён Алексеевич               |         | 16 + 2                       | Лётчик полка: июнь — октябрь 1941. Боевых вылетов: 371; воздушных боев: 75. Погиб 6 мая 1949 г. Разбился при выполнении парашютных прыжков. |
| Джинчарадзе (Суни-оглы) Нури Ферадович |         | 7 + 0                        | Лётчик полка: февраль 1943 — май 1945. Боевых вылетов: 385; воздушных боев: 50. |
| Топонкин Василий Григорьевич           |         | 5 + 0                        | Лётчик полка: март — август 1943. Пропал без вести 14 августа 1943 г. Не вернулся с боевого задания. |
| Трилевич Иван Григорьевич              |         | 6 + 0                        | Лётчик полка: июнь 1941 — май 1942. Боевых вылетов: 104; воздушных боев: 13 |
| Щеголев Владимир Георгиевич            |         | 15 + 4                       | Лётчик полка: февраль 1943 — июль 1944. Боевых вылетов: более 350; воздушных боев: около 60. Погиб 29 июля 1944 г. Сбит в воздушном бою, покидая самолёт, попал под удар хвостового оперения.                                                                    |

## Итоги боевой деятельности полка
Всего за годы Великой Отечественной войны полком:
| Выполнено боевых вылетов | Сбито самолётов в воздухе | Уничтожено самолётов всего |
| ------------------------ | ------------------------- | -------------------------- |
| 11822                    | 251                       | 251                        |

Свои потери:
| Потеряно самолётов, всего | Погибло лётчиков всего |
| ------------------------- | ---------------------- |
| 88                        | 45                     |

## Самолёты на вооружении
| Период      | Самолёты  |
| ----------- | --------- |
| 1941 — 1941 | И-16      |
| 1941 — 1941 | И-153     |
| 1941 — 1941 | МиГ-3     |
| 1942 — 1943 | ЛаГГ-3    |
| 1942 — 1943 | У-2       |
| 1942 — 1943 | Р-5       |
| 1942 — 1943 | Р-Z       |
| 1943 — 1944 | Як-7б     |
| 1942 — 1945 | Як-1      |
| 1943 — 1945 | Як-9      |
| 1945 — 1946 | Як-3      |
| 1946 — 1949 | Кингкобра |
| 1949 — 1952 | МиГ-9     |
| 1952 — 1954 | МиГ-15    |
| 1954 — 1957 | МиГ-17    |
| 1957 — 1959 | МиГ-19    |

## Базирование
| Период            | Аэродром            |
| ----------------- | ------------------- |
| 1941 — 22.06.1941 | Могилев, Белоруссия |